# 张店镇 (鹿邑县)
张店镇，是中华人民共和国河南省周口市鹿邑县下辖的一个乡镇级行政单位。

## 行政区划
张店镇下辖以下地区：
张店社区、李三关社区、周各社区、王楼村、大郭村、闫庄村、刘庄村、梁桥村、安李桥村、宋坑村、王庄村、罗集村、白杨村、虎杨村、洼于村、乱丝庙村、赵庄村、孙渡口村、东谢楼村、西谢楼村、贾庄村、许庄村、吕古寺村、魏口村、李大楼村、罗庄村和杜集村。